# Família Didot

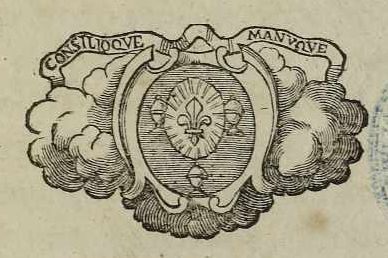
Marca de Pierre François Didot

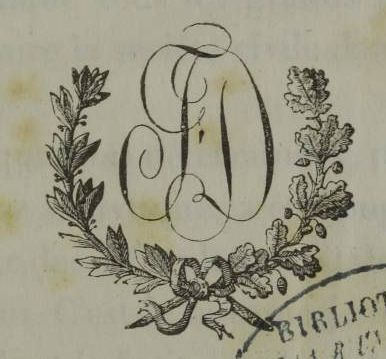
Marca de Firmin-Didot

La Família Didot fou una família francesa d'impressors, gravadors, fonedors, fabricants de paper i llibreters que perfeccionaren l'art tipogràfica als segle xviii i xix.
- François Didot (París 1689 — 1757): El primer de la família fou llibreter i impressor.

- François-Ambroise Didot (París 1730 — 1804): Fill de François Didot, fou nomenat impressor de la clerecia el 1788. Imprimí una col·lecció dels clàssics francesos, per ordre de Lluís XVI, i també la Bible Latine. Feu gravar a casa seva, per Waflard, els primers tipus de la seva impremta; inventà la premsa dita d'un sol cop, i també la divisió de la força del cos de les lletres.

- Pierre-François Didot (París 1731 — 1793): Segon fill de François Didot i germà de François-Ambroise, fou nomenat, el 1765, impressor de Monsenyor (més tard, Lluís XVI). Fou el creador de la papereria d'Essone. Un dels seus fills, Henry Didot, inventà el motlle poliamatipe. Hom deu a un altre dels fills l'execució de la màquina de paper continu, la invenció de la qual pertany a Robert Didot. Un tercer fill, dit Didot Jove, fou un impressor estimat.

- Pierre Didot (París 1761 — 1836): Primogènit d'Ambroise, presentà, el 1798, a l'exposició dels productes de la indústria, la seva edició del Virgili, els caràcters de la qual havien estat gravats i fosos pel seu germà Firmin Didot. El govern feu posar la impremta al Louvre, on foren impreses les edicions dites del Louvre, per les quals fou considerat el primer impressor del món.

- Firmin Didot (París 1764 — Mesnil-sur-l'Estrée 1836): Fill d'Ambroise i germà de Pierre, succeí, el 1789, el seu pare a la foneria, que havia enriquit amb els seus tipus. Hàbil gravador, es distingí com a fonedor de caràcters, com a impressor-llibreter, com a fabricant de paper i com a autor de diverses obres literàries. El 1795 inventà un sistema d'estereotípia.

- Ambroise-Firmin Didot (París 1790 — 1876): Fill de Firmin Didot, estudià llengua i literatura grega i visità el Pròxim Orient, del qual publicà un estudi titulat Notes d'un voyage dans le Levant (París 1826). El 1823, durant la insurrecció grega, dirigí una crida a favor a Europa i fou secretari del comitè grec. Fou nomenat ciutadà d'Atenes pels seus treballs. La seva passió de bibliòfil el portà a aplegar una gran biblioteca, que fou la base de les seves nombroses obres, entre d'altres, Essai sur la typographie (1851), Essai sur l'histoire de la gravure sur bois (1863), Des Apocalypses figurées, manuscrites et xylographiques (1870), Alde Manucci et l'Hellénisme à Venise (1875), Les graveurs de portraits en France (1875-77), Observations sur l'orthographe ou orthographie française (1867), etc.